# Mosetenan
Mosetenan, etnolingvistička porodica južnoameričkih Indijanaca koja obuhvaća plemena Indijanaca Mosetene i Chimane ili Tsimane iz Bolivije. Neki jezikoslovci naziv mosetene tretiraju kao alternativni naziv za jezik chimane. Prema Adelaaru (1991) ova dva plemena govore srodnim ali različitim jezicima, a i etnički se međusobno razlikuju. Broj Mosetenan govornika iznosi 5,316 (2000 Adelaar).

## Vanjske poveznice
- A Grammar of Mosetén
- Mosetenan: Dryer 2005
- The Mosetenan Subgroup